# Alexandrine-Caroline Branchu

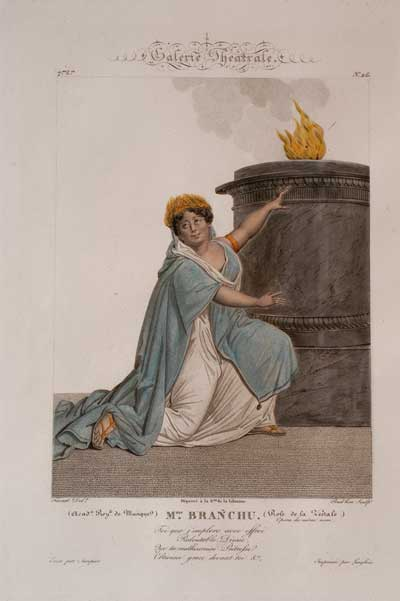
Alexandrine-Caroline Branchu como Julia en La vestale.

Alexandrine-Caroline Branchu (Cap-Français, 2 de noviembre de 1780 - París, 14 de octubre de 1850) fue una soprano de ópera haitiano-francesa. Nació en Cap-Haïtien, Haití en un momento en que Haití era una colonia francesa. Fue una cantante de talento, y durante la mayor parte del primer tercio del siglo XIX, fue la más destacada soprano en la Ópera de París.
Branchu fue una de los primeras estudiantes del Conservatorio de París después de su apertura en 1795, donde estudió canto con Pierre Garat.
Aunque Branchu interpretó con frecuencia obras de Christoph Willibald Gluck y se destacó por sus papeles en Anacreonte y Les Abencérages de Luigi Cherubini, es más recordada por sus interpretaciones en el papel protagonista de la ópera más importante de Gaspare Spontini, La vestale (1807). También actuó en Fernand Cortez, ou La conquête du Mexique de Spontini (1809) y Olimpie (1819). Fue durante un breve periodo de tiempo,  amante de Napoleón.
Branchu murió en el suburbio parisino de Passy y fue enterrada en el cementerio del Père-Lachaise.